# Stanisław Bieżanowski

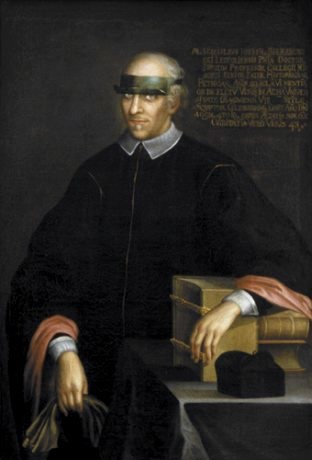
Portret Stanisława Bieżanowskiego z 1671 roku

Stanisław Józef Bieżanowski (ur. w 1628 we Lwowie, zm. 10 listopada 1693) – profesor i historiograf Uniwersytetu Krakowskiego, autor ok. 150 panegiryków, głównie w języku łacińskim. Specjalizował się w układaniu anagramów. W utworze Echo e Polonia Romam tendens (1670) z liter imienia Elżbiety złożył 100 anagramów.

## Życiorys
Urodził się we Lwowie, w rodzinie mieszczańskiej. Tam też ukończył szkołę miejską. Pracując jako guwerner syna Marcina Kalinowskiego hetmana polnego, podjął studia w Krakowie, gdzie kształcił się w wymowie i poezji. W 1646 uzyskał bakalaureat nauk wyzwolonych. W wieku 22 lat bezpowrotnie stracił wzrok. Pomimo tej ułomności i biedy studiował dalej i w marcu 1655 zdobył tytuł magistra. W 1665 powołano go do Kolegium Mniejszego Akademii Krakowskiej, a rok później otrzymał w nim katedrę poetyki. W 1678 zwolniono go z obowiązku wykładów i dysput w zamian za tworzone panegiryki na rzecz wszechnicy krakowskiej. W styczniu 1689 został historiografem Akademii z fundacji Sebastiana Petrycego. Nad dziejami krakowskiej uczelni pracował do końca życia.

## Twórczość literacka
- Oraculum parthenium... Virginis Deiparae, Kraków 1668, drukarnia K. Schedl (poezje)
- Messis liliorum quinaria, Kraków 1668, drukarnia Uniwersytecka (poezje)
- Hecatombaea scuto regali sacra, Kraków 1676, drukarnia Uniwersytecka (poezje)
- Annalium fundationis Petricianae ab a. Chr. 1666 usque ad a. 1688 synoptice collecta et... continuata series (nie wydane w całości, rękopis Bibl. Ossol. nr 119/II)

## Literatura dodatkowa
- Henryk Barycz: Bieżanowski Stanisław Józef. W: Polski Słownik Biograficzny. T. 2: Beyzym Jan – Brownsford Marja. Kraków: Polska Akademia Umiejętności – Skład Główny w Księgarniach Gebethnera i Wolffa, 1936, s. 91–93. Reprint: Zakład Narodowy im. Ossolińskich, Kraków 1989, ISBN 83-04-03291-0